# 하이청구

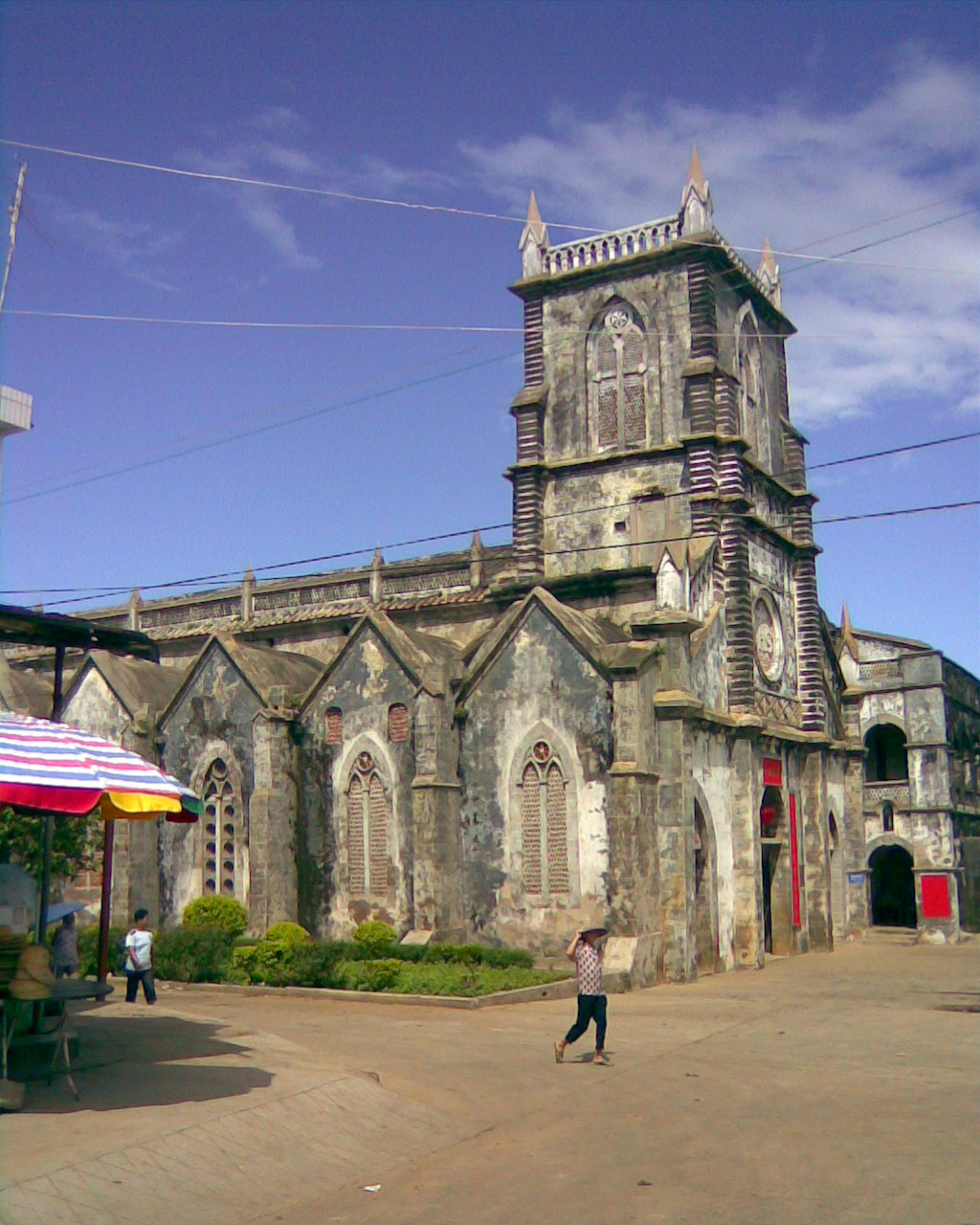

하이청구(한국어: 해성구, 중국어: 海城区, 병음: Hǎichéng Qū)는 중국 광시 좡족 자치구 베이하이 시의 현급 행정 구역이다. 넓이는 140km2이고, 인구는 2007년 기준으로 280,000명이다.

## 행정 구역
7개 가도, 1개 진을 관할한다.
- 가도: 中街街道, 东街街道, 西街街道, 海角街道, 地角街道, 高德街道, 驿马街道.
- 진: 涠州镇.